# Berka vor dem Hainich
Berka vor dem Hainich, Berka v.d. Hainich – miejscowość i gmina w Niemczech, w kraju związkowym Turyngia, w powiecie Wartburg, wchodzi w skład wspólnoty administracyjnej Hainich-Werratal. Do 30 września 2014 siedziba tej wspólnoty, ale pod nazwą Mihla.